# Gradius Gaiden
Gradius Gaiden (グラディウス外伝) est un jeu vidéo de type shoot them up à défilement horizontal développé et édité par Konami en 1997 sur PlayStation, uniquement au Japon. Il s'agit du premier épisode à incorporer des éléments 3D tel que les effets de zoom, de rotations et de transparence.

## Synopsis
Gaiden se situe chronologiquement entre Gradius III et Gradius IV.
Lors de la « Troisième guerre bactérienne », la planète Gradius vainquit les Bactérions, et la paix fut revenue. Après deux cents ans de prospérité, un navire de recherche scientifique parti en reconnaissance vers une nébuleuse appelée « The Evil Range » est porté disparu. Il s'est ensuivi une attaque par une force inconnue qui détruisit 99 % de l'armée Gradius dans ses colonies.
Le QG de l'armée Gradius décide de lancer une attaque désespérée sur la nébuleuse sombre qui est à l'origine de l'attaque. Quatre vaisseaux de combat sont lancés depuis le vaisseau-mère, avec pour ordre de les arrêter : le Lord British, le Jade Knight, le Falchion Beta et le Vic Viper.

## Rééditions
- 2006 - PlayStation Portable, dans la compilation Gradius Collection.

## Postérité
En 2015, les auteurs de l'Anthologie PlayStation écrivent ceci : « Gradius Gaiden représente à bien des égards le meilleur épisode créé par Konami. »
En 2018, la rédaction du site Den of Geek mentionne le jeu en 59e position d'un top 60 des jeux Playstation sous-estimés : « Gradius Gaiden est sans aucun doute un des titres les plus méconnus de la série. [...] C'est un magnifique jeu, qui tire un immense profit de la puissance de calcul de la PS1. »